# 浜辺の歌
「浜辺の歌」（はまべのうた）は、林古溪作詞、成田為三作曲の歌曲である。
2007年には「日本の歌百選」に選定されており、現在でも広く愛唱されている叙情歌である。

## 歌詞
浜辺の歌
作詞：林古溪　作曲：成田為三
１　あした浜辺をさまよえば　昔のことぞしのばるる
　　風の音よ雲のさまよ　寄する波も貝の色も
２　ゆうべ浜辺をもとおれば　昔の人ぞしのばるる
　　寄する波よ返す波よ　月の色も星のかげも
３　はやちたちまち波を吹き　赤裳のすそぞぬれひじし
　　病みし我は　すでにいえて　浜の真砂　まなごいまは

## 詩の成立
1913年（大正2年）8月、古渓は東京音楽学校（現在の東京藝術大学）学友会が発行する雑誌「音楽」に『はまべ』と題した三節からなる詩を発表した。第一節、第二節はすべてひらがな表記、第三節も「赤裳」「真砂」（「マナゴ」とルビがある）の2語のみ漢字で後はひらがなである。詩には（作曲用試作）との付記があり、当初から作曲されることを想定して書かれた詩であることがわかる。詩の舞台となった「はまべ」がどの浜辺を指すのか古渓は明言していないが、古渓は少年時代を辻堂で過ごしたことから辻堂海岸を思いだして書かれたとする解釈が多い。
第三節は一読しただけで意味を理解することは極めて難しく、この節の成立には当初から謎が多い。古渓の長男・林大は「三番と四番の歌詞を混ぜた犯人は、××先生らしいのですが、自分ではお気づきになっていないのです、アハハ。『音楽』に発表されたとき、歌詞の三番の前半と四番の後半がくっつけられていまして、これでは意味がとおらん、とおやじは言ってました。後にセノオ楽譜から出版されたのですが、版権なんかは無視された時代ですから、おやじのもとには連絡もきません。いつだったかおやじに、[原詩を]思い出したらどうかと言いましたら、忘れちゃったよ、という返事でしたがね」と述べていて、古渓にとって不本意な形での発表であったことがうかがえる。

## 曲の成立
東京音楽学校に進学した成田は、「音楽」編集者の牛山充から古渓の詩を紹介され、『はまべ』への作曲を勧められる。牛山は『はまべ』の発表後、掲載に値する作品が現れなかったことから、旧知の山田耕筰に相談した結果、山田は自らのもとに住み込みで弟子入りしていた成田を紹介した。具体的な作曲年は不明だが、1916年（大正5年）に成田は東京音楽学校の後輩・倉辻正子（のち東京藝術大学名誉教授矢田部勁吉夫人）に自筆譜を贈ったという話が伝わっていて、遅くともこの年までには作曲されたと考えられる。当時流行したウィンナ・ワルツのリズムに乗せた曲を成田は書き上げた。習作扱いとして「音楽」にこの曲は掲載されることはなかったが、同時期に成田が作曲した他の曲は「音楽」に掲載されていて、牛山が成田を高く評価していたことがわかる。
成田が『はまべ』に付けた曲は、1918年（大正7年）10月、セノオ楽譜出版社によって『浜辺の歌』と改題されて出版された。「音楽」に載せられた古渓の原詩と異なり、漢字かな交じりの文体で詩が表記されている。山田の推薦と、表紙絵に美人画で有名な竹久夢二を起用したことから、大正ロマンの風潮に乗り発表当初から大きな話題を呼び、成田は一躍有名となる。
1941年（昭和16年）に李香蘭（山口淑子）が歌い、コロムビア・レコードから発売される（規格品番：100201）。
成田の出身地は秋田県であり、東京にて暮らしていた。第二次大戦中は「もしかすると召集されるかなぁ」というような年齢だったが、作曲家であったこともあり召集はされなかった。しかし1945年の東京大空襲により東京の自宅は全焼。
書いた楽譜や集めてきたレコードなどすべて焼失し、途方に暮れた成田は秋田へ帰郷する。その後終戦を迎え、成田は音楽仲間に呼ばれ東京へと戻ってきた。しかし成田は列車を降りたところで突如体調不良となりそのまま亡くなってしまった。
残念なことに成田は戦後の日本を見ることは出来なかったが、成田の弟子で文部省図書編集委員を務めた岡本敏明の尽力により戦後の音楽教科書に『浜辺の歌』が掲載される。1947年（昭和22年）、文部省が新たに編纂した中学生用の教科書「中等音楽」に『浜辺の歌』が掲載され、1977年（昭和52年）以降は中学校学習指導要領において「夏の思い出」「早春賦」と並んで第2学年の「共通教材」として指定され、平成期に至るまで教科書に載り続けている。また古渓が3番の歌詞が歌われることを好まなかったため、2番までの掲載となっている。
1967年（昭和42年）10月 - 11月には、NHKの『みんなのうた』でも取り上げられたが、タイトルは『浜辺のうた』に変更された。編曲は熊野賢一が手掛け、静岡放送児童合唱団が歌った。現在のところ再放送はされておらず、映像も存在しない。
1989年（平成元年）に「『日本のうた・ふるさとのうた』全国実行委員会」がNHKを通じて全国アンケートにより実施した「あなたが選ぶ日本のうた・ふるさとのうた」で、本曲が第10位を獲得した。
成田の故郷・北秋田市では2006年（平成18年）より成田を顕彰する目的で「浜辺の歌音楽祭」を毎年開催している。

### 曲の構成
a-a'-b-aの二部形式からなる。終始8分の6拍子。成田の自筆譜およびセノオ出版譜は変イ長調であるが、教科書版では、中学生の声域に配慮してヘ長調に移調したものが用いられている。

## 浜辺の歌音楽館

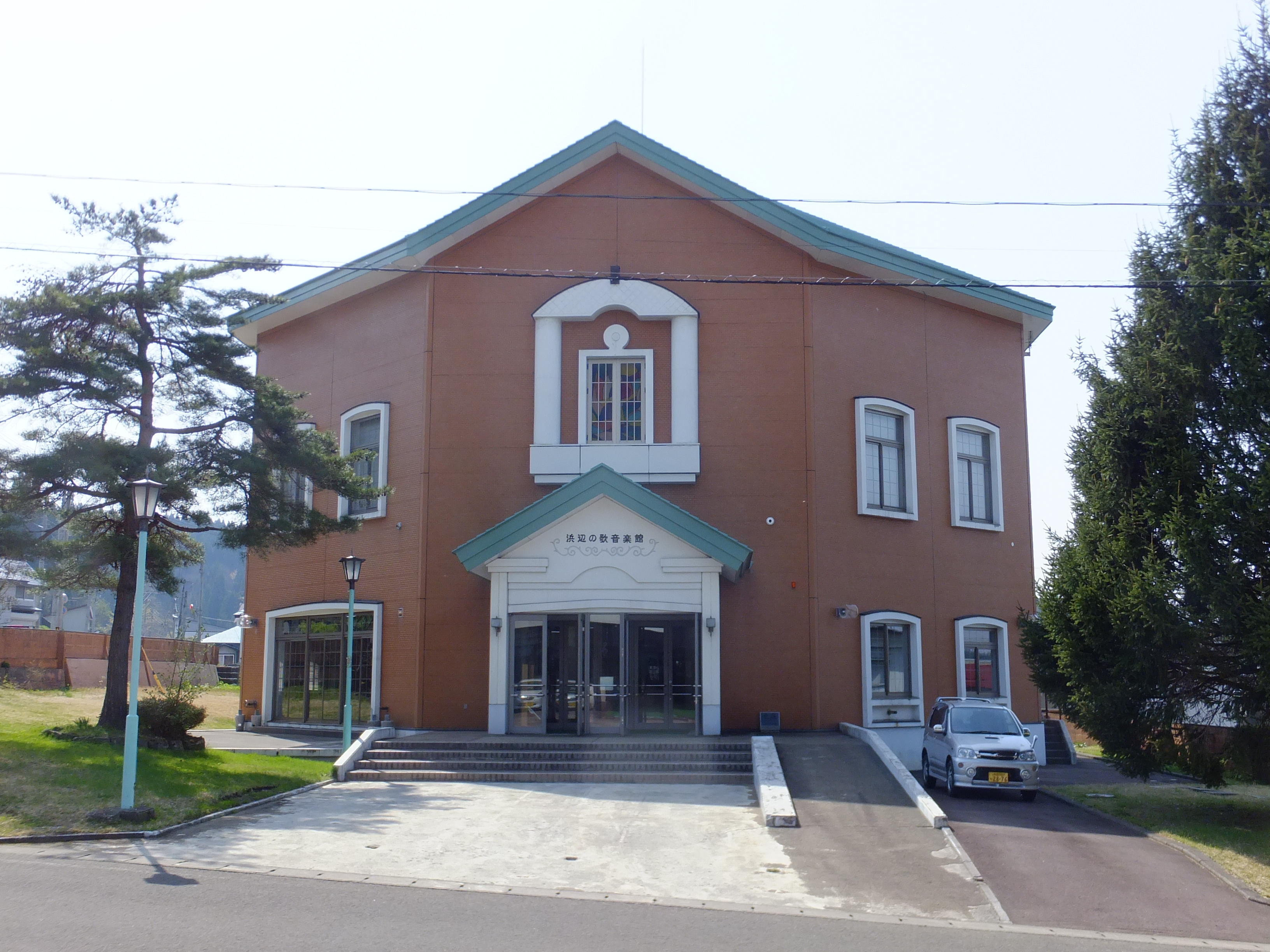
浜辺の歌音楽館

1988年（昭和63年）、北秋田郡の成田の生家跡に「浜辺の歌音楽館」が完成、一般に公開された。大正ロマンを思わせる八角形の建物で、1階が視聴室、2階が展示室となっている。
館内に展示されている成田の『はまべ』自筆譜は、1918年（大正7年）、成田が毛馬内小学校に赴任していた時に唯一心を許していた大里健治に宛てて送ったものである。

## 歌碑
- 1957年（昭和32年）、旧米内沢小学校校庭に「浜辺の歌」顕彰碑が設置された。この碑は、1988年（昭和63年）の「浜辺の歌音楽館」開館時に音楽館敷地内に移設された[8]。
- 1958年（昭和33年）、京北高校の敷地内に古渓の教え子たちの手によって「古渓歌碑」が立てられた。歌碑には「浜辺の歌」の歌詞が第1節のみ掲載詩と同じく全てひらがなで刻まれている。
- 1977年（昭和52年）、ニツ井町立仁鮒小学校校庭に「成田爲三先生勉学の地」として『浜辺の歌』の歌碑がある。仁鮒小は2008年（平成20年）に廃校となるが、歌碑は2018年現在も現存している。
- 2005年（平成17年）、かつて成田が赴任した旧毛馬内小学校跡に「浜辺の歌」歌碑が建立された。
- 2009年（平成21年）、辻堂東海岸4町内会が共同で「浜辺の歌作詞場所」と題した記念ボードを湘南海岸のサイクリング道路沿いに設置した。ボードには変イ長調の楽譜と2番までの歌詞が載せられている。

## 「浜辺の歌」を扱った作品
- 映画「二十四の瞳」 - 修学旅行の船上で、大石先生はクラスで一番歌のうまい女の子・マスノを指名し、マスノは「浜辺の歌」を無伴奏で歌い出す。